# Équipe d'Israël masculine de basket-ball
Cet article traite de l'équipe masculine. Pour l'équipe féminine, voir Équipe d'Israël féminine de basket-ball.
Maillots
Actualités
L’équipe d'Israël de basket-ball est la sélection des meilleurs joueurs israéliens de basket-ball. Elle est placée sous l'égide de la Fédération d'Israël de basket-ball (en hébreu : איגוד הכדורסל בישראל).

## Parcours aux Jeux olympiques
- 1952 : 17e

## Parcours aux Championnats du Monde
- 1954 : 8e
- 1986 : 7e

## Parcours aux Championnats d’Europe
- 1935 : non qualifiée
- 1937 : non qualifiée
- 1939 : non qualifiée
- 1946 : non qualifiée
- 1947 : non qualifiée
- 1949 : non qualifiée
- 1951 : non qualifiée
- 1953 : 5e
- 1955 : non qualifiée
- 1957 : non qualifiée
- 1959 : 11e
- 1961 : 11e
- 1963 : 9e
- 1965 : 6e
- 1967 : 8e
- 1969 : 11e
- 1971 : 11e
- 1973 : 7e
- 1975 : 7e
- 1977 : 5e
- 1979 :  2e
- 1981 : 6e
- 1983 : 6e
- 1985 : 9e
- 1987 : 11e
- 1989 : non qualifiée
- 1991 : non qualifiée
- 1993 : 15e
- 1995 : 9e
- 1997 : 9e
- 1999 : 9e
- 2001 : 10e
- 2003 : 7e
- 2005 : 9e
- 2007 : 11e
- 2009 : 14e
- 2011 : 13e
- 2013 : 21e
- 2015 : 9e
- 2017 : 20e
- 2022 : 17e

## Palmarès
- Titre européen de la catégorie B en 1973[3]

## Effectif
Effectif lors du championnat d'Europe 2022.

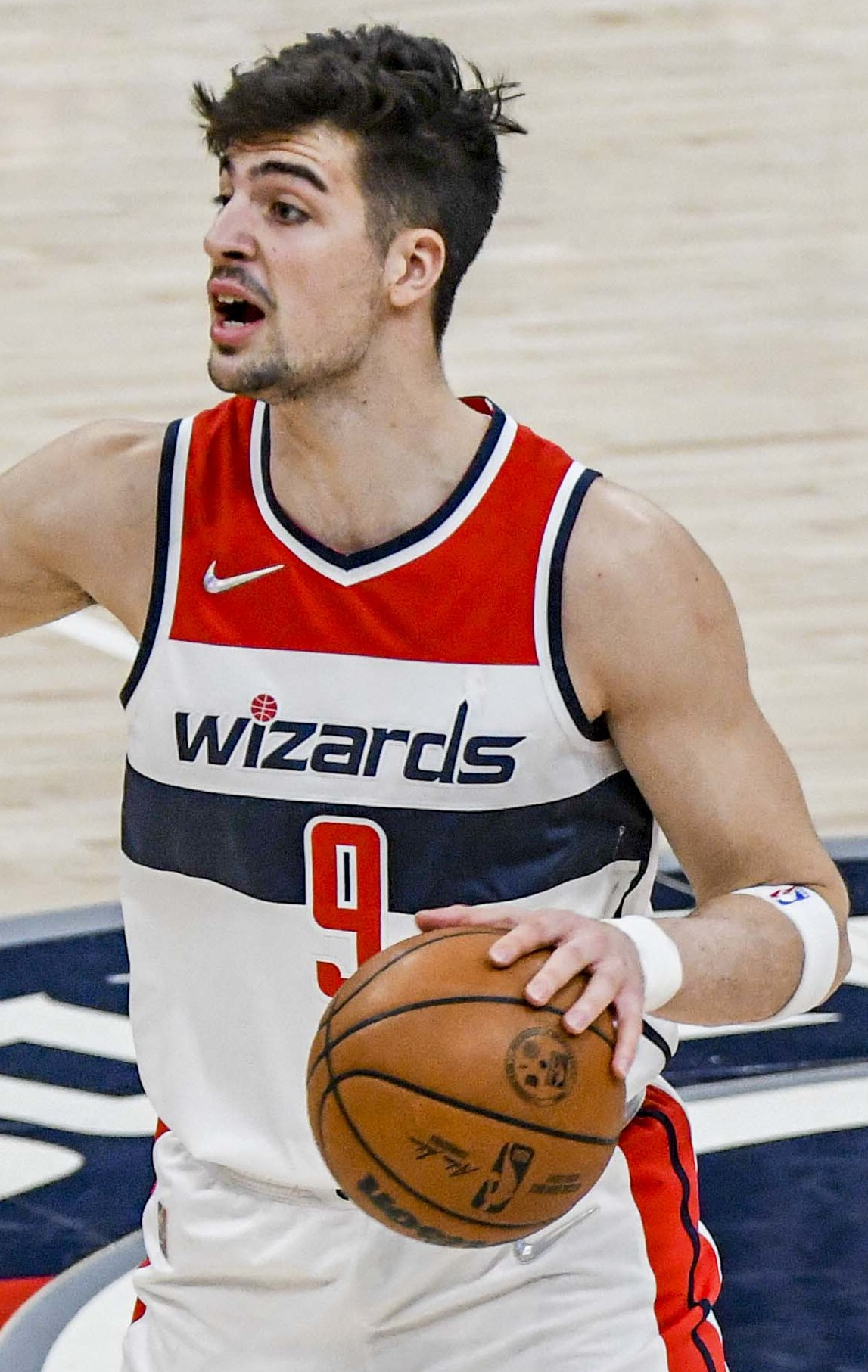
Deni Avdija

| Numéro | Joueur         | Poste | Naissance        | Taille | Club 2021-2022        |
| ------ | -------------- | ----- | ---------------- | ------ | --------------------- |
| 4      | Roman Sorkin   | PF/C  | 11 août 1996     | 2,08 m | Maccabi Tel-Aviv      |
| 7      | Gal Mekel      | PG    | 4 mars 1988      | 1,90 m | BC Andorra            |
| 8      | Deni Avdija    | SF    | 3 janvier 2001   | 2,06 m | Wizards de Washington |
| 10     | Guy Pnini      | SF    | 4 septembre 1983 | 2,01 m | Hapoël Holon          |
| 11     | Yam Madar      | PG    | 21 décembre 2000 | 1,93 m | Partizan Belgrade     |
| 12     | Rafi Menco     | SF    | 5 mars 1994      | 1,98 m | Hapoël Holon          |
| 15     | Jake Cohen     | PF/C  | 25 décembre 1990 | 2,10 m | Maccabi Tel-Aviv      |
| 20     | Idan Zalmanson | PF/C  | 18 avril 1995    | 2,06 m | Hapoël Tel-Aviv       |
| 30     | Nimrod Levi    | SF/PF | 24 mars 1995     | 2,06 m | Hapoël Galil Elyon    |
| 41     | Tomer Ginat    | PF    | 7 novembre 1994  | 2,03 m | Metropolitans 92      |
| 45     | Tamir Blatt    | PG    | 4 mai 1997       | 1,90 m | Alba Berlin           |
| 50     | Yovel Zoosman  | SG/SF | 12 mai 1998      | 2,00 m | Alba Berlin           |

Sélectionneur :  Guy Goodes

## Joueurs marquants
- Miki Berkovich
- Tal Brody
- Nadav Henefeld
- Doron Jamchy
- Oded Kattash
- Doron Sheffer
- Meir Tapiro
- Omri Casspi